# Bracon melleus
Bracon melleus är en stekelart som först beskrevs av Ramakrishna Ayyar 1928.  Bracon melleus ingår i släktet Bracon och familjen bracksteklar. Inga underarter finns listade.